# Луций Корнелий Сципион (консул 350 пр.н.е.)
Вижте пояснителната страница за други личности с името Луций Корнелий Сципион.
Луций Корнелий Сципион (на латински: Lucius Cornelius Scipio) e политик на Римската република през 4 век пр.н.е.. Произлиза от патрицианската фамилия Корнелии.
През 352 пр.н.е. Сципион е интеррекс. През 350 пр.н.е. е консул, заедно с Марк Попилий Ленат – двамата воюват против галите и празнуват триумф за победата.